# Majestic Princess
El Majestic Princess es un crucero de la clase Royal operado por Princess Cruises. Construido por Fincantieri en Monfalcone, Italia, es el tercer barco de la clase Royal de la flota y entró en servicio en abril de 2017.